# Calcinato
Calcinato é uma comuna italiana da região da Lombardia, província de Bréscia, com cerca de 10.646 habitantes. Estende-se por uma área de 33 km², tendo uma densidade populacional de 323 hab/km². Faz fronteira com Bedizzole, Castenedolo, Castiglione delle Stiviere (MN), Lonato, Mazzano, Montichiari.

## Demografia
| Variação demográfica do município entre 1861 e 2011                               |
|                                                                                   |
| Fonte: Istituto Nazionale di Statistica (ISTAT) - Elaboração gráfica da Wikipedia |